# Karabin maszynowy wz. 38FK
Karabin maszynowy wz. 38FK – najcięższy karabin maszynowy produkowany w Polsce w latach 1938–1939, uzbrojenie części tankietek TKS w czasie kampanii wrześniowej.

## Rodzaje

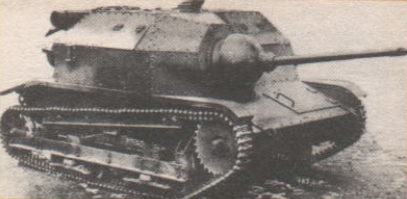
Tankietka TK-3 uzbrojona w karabin kal. 20 mm

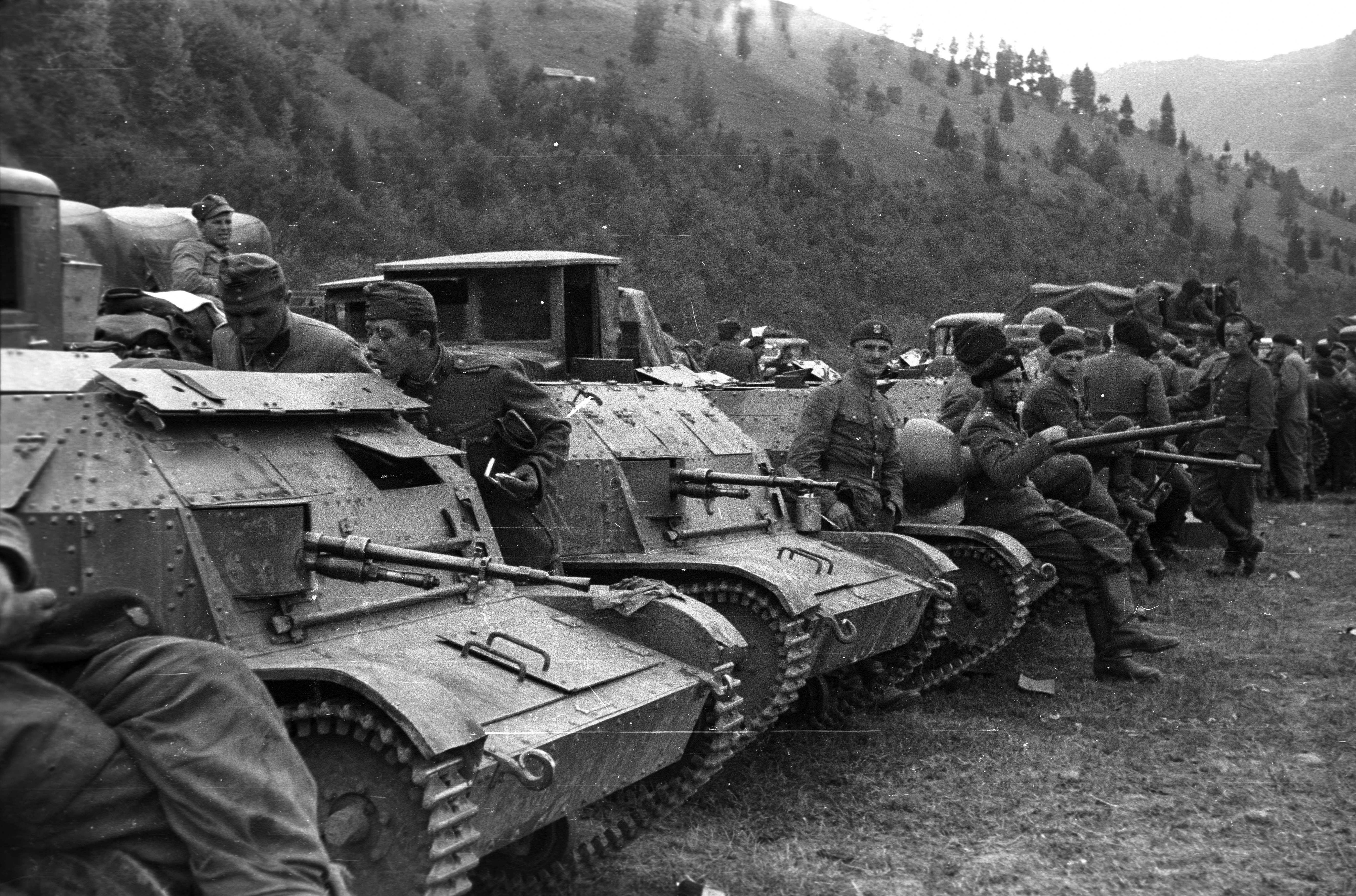
Polscy pancerniacy po przegranej kampanii wrześniowej internowani na Węgrzech w 1939. Widoczne dwie tankietki TK-3 z karabinem 20 mm.

Oznaczenie pochodzi od inicjałów firmy, która opracowała broń – Fabryka Karabinów (Państwowa Fabryka Karabinów w Warszawie). Występowały cztery odmiany tego karabinu (model A, B, C i D), z których tylko model A został wprowadzony do uzbrojenia.
Model A – najcięższy karabin maszynowy produkowany w Polsce. Polski najcięższy karabin maszynowy konstrukcji Bolesława Jurka. Do uzbrojenia Wojska Polskiego został wprowadzony w 1939. Zastosowany jako główne uzbrojenie czołgów rozpoznawczych TK-3 i TKS. Broń samoczynno-samopowtarzalna. Działająca na zasadzie krótkiego odrzutu lufy. Posiadał łatwo wymienną lufę z hamulcem wylotowym. Zasilany z magazynka pudełkowego o pojemności 5 lub 10 nabojów lub bębnowego o pojemności 15 nabojów. Mocowany w czołgu za pomocą jarzma kulistego z osłoną pancerną, które opracował Napiórkowski i Miniewski.
Model B – prototyp najcięższego karabinu maszynowego, który opracował W. Lewandowski. Działał na zasadzie odprowadzania gazów prochowych przez boczny otwór w lufie. Zasilanie z taśmy parcianej lub metalowej ogniwkowej lub też z magazynka z donośnikiem sprężynowym.
Model C – prototyp najcięższego karabinu maszynowego, który opracował S. Rytwiński i W. Lewandowski. Działanie jak najcięższy karabin maszynowy Model B. Zasilany z taśmy metalowej ogniwkowej albo parcianej na 200 nabojów, magazynka pudełkowego na 5–10 nabojów, bębnowego o pojemności 100 nabojów. Przewidziano podstawę trójnożną PL20A w zastosowaniu karabinu jako przeciwpancernej broni piechoty. Podstawa była wykonana według projektu Skrzypińskiego i opracowana przez Kowalewicza. W tej wersji najcięższy karabin maszynowy miał być wyposażony w lufę o mniejszej masie i magazynek na 5 nabojów. Natomiast w zastosowaniu jako broni przeciwpancernej i przeciwlotniczej na wyższych szczeblach taktycznych przewidziano ciężką podstawę kołową PC20A, która miała masę 400–500 kg i była opracowana przez L. Kowalewicza. Był również przystosowany do uzbrajania samolotów.
Model D – prototyp najcięższego karabinu maszynowego, który został opracowany przez Bolesława Jurka. Działanie jak Model B. Zasilany z magazynka bębnowego o pojemności 100 nabojów. Przystosowany również do uzbrajania samolotów.

## Parametry
Dodatkowe dane techniczne dotyczące Modelu A:
- długość lufy z hamulcem wylotowym: 1476 mm
- szerokość z rączkami zamkowymi: 202,5 mm

- amunicja typu Solothurn AG 20 × 138 mm B:
  - masa
    - pocisku ćwiczebnego: 134 g
    - naboju: 320 g

  - długość naboju ćwiczebnego: 205 mm
  - długość łuski: 140 mm
  - pojemność łuski: 55 cm³
- zasilanie:
  - magazynek pudełkowy na 5 lub 10 nabojów (masa pełnego magazynka, odpowiednio: 2,43 kg / 4,33 kg)
  - magazynek bębnowy na 15 lub 100 nabojów
- zapas amunicji w czołgu TKS – 16 magazynków po 5 nabojów
- zasadniczy sposób strzelania z czołgu TKS – ogień pojedynczy[2]
- kąt ostrzału w czołgu TKS:
  - poziomy: 48°
  - pionowy: –7° do +25°
- obsługa:
  - jako broni przeciwpancernej: 3 żołnierzy
  - jako broni przeciwlotniczej: 6 żołnierzy
  - w czołgu TKS: 1 żołnierz
- przebijalność pancerza:

| Odległość [m]      | Grubość [mm]      |
| Pancerz nawęglany  | Pancerz nawęglany |
| ------------------ | ----------------- |
| 100                | 20                |
| 200                | 18                |
| 300                | 17                |
| 400                | 15                |
| 500                | 13                |
| Pancerz jednorodny |                   |
| 300                | 25                |
| 400                | 23                |
| 500                | 20                |